# Sulforafano

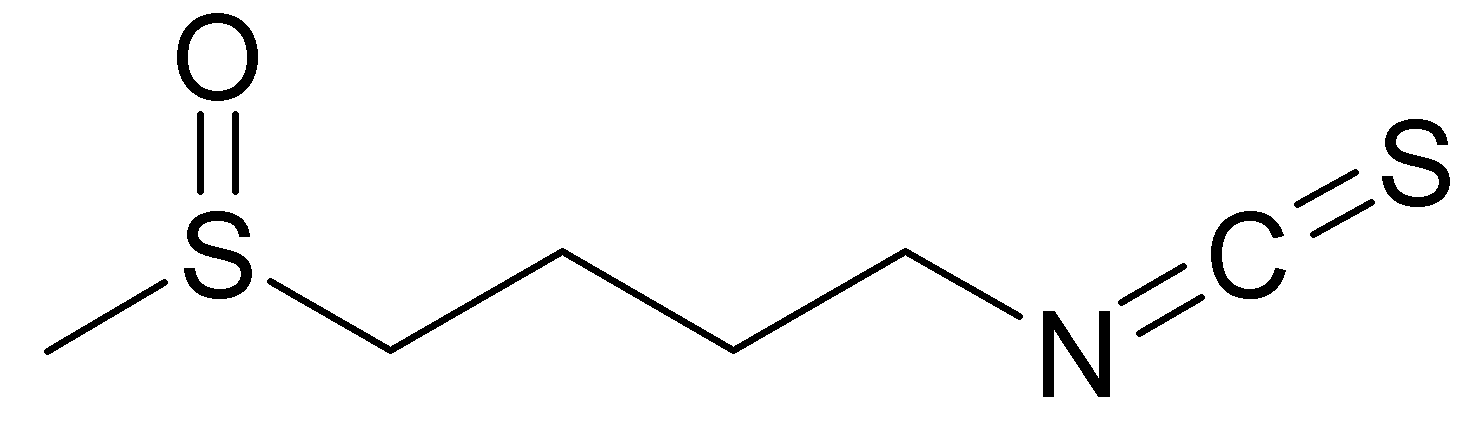

Il sulforafano (SFN) è un composto del gruppo degli Isotiocianati appartenente alla famiglia dei composti solforati. In natura lo si ritrova soprattutto in diverse specie vegetali, come nelle piante alla famiglia delle crucifere quali ad esempio broccoli, cavoli e cavolini di Bruxelles.
Viene prodotto quando la sulforafanina, un glucosinolato,  entra in contatto con l'enzima mirosinasi. È stato isolato per la prima volta nel 1992.

## Fonti alimentari
Il sulforafano negli alimenti esiste nella forma glicosilata, cioè legata ad una molecola di uno zucchero, sotto forma di glucorafanina che rappresenta un profarmaco e una forma di stoccaggio biologico di sulforafano, oppure come sulforafano libero.
Fonti di sulforafano e glucorafanina sono:
- Broccoli (44–171 mg/100g nell'estratto secco)
- Gemme di Broccoli (1153 mg/100g nell'estratto secco)

### Disponibilità
Il sulforafano esiste prevalentemente come glicoside glucorafanina (4-methylsulphinylbutyl glucosinolate, che non viene assorbito se non in piccole quantità) che viene idrolizzato a sulforafano dall'enzima Mirosinasi (Thioglucoside glucohydrolase), naturalmente presente nelle piante della famiglia dei broccoli e che opera anche l'idrolisi del gruppo glicosidico di molti altri composti vegetali legati a zuccheri. Quando la mirosinasi opera sulla glucorafanina, produce un intermedio instabile; se ciò avviene in presenza della "epithiospecifier protein" (ESP, una proteina che interagisce con la mirosinasi) la sulforafanina può efficacemente convertire l'intermedio a sulforafano nitrile (5-methylsulfinylpentane nitrile) che non ha alcuna attività antineoplastica. Se invece la ESP è inattiva, l'unica altra via biosintetica possibile è quella che porta l'intermedio verso la produzione di sulforafano.
La cottura per tempi brevi, porta alla denaturazione della ESP (e quindi inattivazione) e quindi aumento della quantità di sulforafano mentre una eccessiva cottura può portare alla denaturazione anche dell'enzima mirosinasi e quindi abbattimento del contenuto di sulforafano (ciò è stato dimostrato nei broccoli). Questo livello di cottura eccessiva viene raggiunto molto facilmente: 3 minuti di cottura nel microonde a 800 watt si sono dimostrati in grado di abbattere il contenuto di sulforafano, a 900 watt in 1 minuto; la bollitura del broccolo per 1 minuto è in grado di inattivare le mirosinasi; nel caso della cottura a vapore tale inattivazione avviene in 5 minuti, per cui appare essere il migliore metodo di cottura per preservarne l'azione. Il prodotto fresco contiene in media 10 volte il contenuto di sulforafano di broccoli congelati: la congelazione sembra infatti inattivare le mirosinasi.

## Farmacologia

### Farmacodinamica
Il sulforafano sembra interagire con un elevato numero di target biologici che lo rendono un potenziale candidato nel trattamento di alcune patologie.
È un debole inibitore dell'attività dell'enzima CYP1A1 (Aromatasi) che si crede sia secondario alla sua attività di debole inibitore della traslocazione nucleare del recettore Aril Idrocarbonico (AhR) su cui agisce da antagonista non competitivo: ciò impedisce il legame di agonisti più potenti del sulforafano e perciò ne previene la traslocazione nel nucleo, impedendo la trascrizione del gene per l'AhR e quindi l'upregulation di tale recettore mediata dagli agonisti. La attività di tale recettore è al centro di alcuni processi cancerosi.
Il sulforafano è stato trovato in grado di attivare le Heat Shock Response Protein attraverso l'induzione selettiva di HSP27, delle proteine implicate in numerosi processi biologici tra cui quelli di invecchiamento; inoltre attiva alcune subunità del proteasoma 26S attraverso la via del Genomic Antioxidant Response Element (ARE). Anche tale attività è responsabile di effetti anti senescenza.
Il sulforafano sembra in grado di incrementare il rilascio di glicerolo per lipolisi e di incrementare l'mRNA degli enzimi Hormone Sensitive Lipase (HSL). Questi ed altri meccanismi del sulforafano potrebbero ridurre l'accumulo di trigliceridi nelle cellule adipose e stimolare la perdita di grasso, contribuendo potenzialmente ad un effetto anti obesità. Il significato clinico di tali osservazioni è però incerto.
Il sulforafano è in grado di controllare il metabolismo del glucosio. In uno studio pubblicato nel 2017, ad un centinaio di pazienti diabetici è stato somministrato un estratto secco di broccoli ad alta concentrazione di sulforafano, mostrando una diminuzione dei livelli di glucosio nel sangue, in alcuni casi in maniera comparabile a quella raggiunta con l'uso di un farmaco (metformina). L'estratto ha avuto particolare efficacia nei pazienti obesi, dove ha ridotto significativamente sia i livelli di glucosio ematico che di emoglobina glicata. Ciò si crede sia dovuti alla capacità del sulforfano di mediare l'espressione di particolari geni implicati nella genesi della malattia, come evidenziato in modelli animali: si è infatti dimostrato in grado di inibire il rilascio di glucosio dalle cellule epatiche mediato dalla traslocazione nucleare del fattore NRF2 e ridurre l'espressione di enzimi chiave nella gluconeogenesi.
Sulforafano sembra agire come un antinfiammatorio per inibizione della traslocazione del NF-κB, un meccanismo che è implicato nei processi infiammatori. In uno studio in vitro, sulforafano si è dimostrato in grado di diminuire l'infiammazione indotta da LPS diminuendo i livelli di ossido nitrico, il rilascio di TNF-α e la produzione di PGE2. Per via della sua azione sul TNF-α è stato proposto e indagato in scala di laboratorio come trattamento adiuvante per l'artrite reumatoide.
Il sulforafano agisce come inibitore delle istone deacetilasi, degli enzimi coinvolti nella regolazione dell'espressione genica e che si sono rivelati potenziali target per il trattamento di numerose patologie come quelle tumorali. Non sembra tanto il composto in sé a possedere tale effetto, quanto alcuni metaboliti come sulforafano-cisteina e sulforafano-acetilcisteina. Per tale azione il sulforafano è stato indagato in alcuni modelli sperimentali di cancro alla prostata, dove grazie anche alla sua capacità di rilasciare H2S, si è mostrato in grado di attivare le tre maggiori MAPKs (ERK, JNK, p38) e inibire la risposta all'azione degli ormoni androgeni, dei processi metabolici implicati nella patologia.
Si è inoltre dimostrato, in studi su animali, in grado di proteggere i reni dall'azione di alcune tossine, come il cisplatino un comune chemioterapico, e di migliorare il decorso di malattie croniche di tale organo, come nefropatia diabetica e ostruzione uretrale unilaterale.
In uno studio si è inoltre dimostrato contrastare fortemente la crescita di alcuni batteri, come l'Helicobacter Pylori responsabile di ulcere gastriche e di contrastarne il danno tissutale alle pareti gastriche.

### Farmacocinetica e distribuzione
Il sulforafano ha negli esseri umani una alta biodisponibilità del 74%, viene assorbito nel giro di un'ora e raggiunge il picco plasmatico in 4, con una emivita media di 2,2 ore (basato su studi su cavie). Sulforafano entra rapidamente nelle cellule dove viene coniugato con glutatione attraverso l'enzima Glutatione S-Transferasi che contribuisce al suo accumulo tissutale. A causa di ciò, la concentrazione cellulare del composto può divenire più alta di quella ematica: in uno studio in vitro in cui delle cellule sono state incubate con sulforafano alla concentrazione 0.028-0.28mM ha rilevato concentrazione intracellulare, dopo 2 ore, di 4.4-13.3mM.
Una volta ingerito, si distribuisce rapidamente in tutti i tessuti anche se in proporzione diversa (ha una bassa penetrabilità nel sistema nervoso centrale), da cui viene eliminato rapidamente dopo 4 ore dall'ingestione nel caso di fegato, cervello e reni, e dopo 24 ore nel caso della maggior parte degli altri tessuti.